# Anders Kristiansen
Anders Kristiansen (Stavanger, 17 maart 1990) is een Noorse doelman die sinds januari 2021 voor Sarpsborg 08 FF uitkomt.

## Carrière
Kristiansen werd opgeleid door Viking FK. Bij de club uit zijn geboortestad Stavanger slaagde hij er echter niet in om door te breken, waarop hij werd uitgeleend aan de Noorse tweedeklasser Bryne FK. Tijdens zijn uitleenbeurt speelde hij slechts twee wedstrijden, maar nadat de club hem definitief overkocht werd Kristiansen titularisdoelman bij de club. Na zeven jaar verhuisde hij naar eersteklasser Sarpsborg 08 FF, waarmee hij in 2017 de bekerfinale haalde. Andersen stond in doel toen Sarpsborg met 2-3 verloor van Lillestrøm SK.
In 2018 verliet Kristiansen voor het eerst de Noorse competitie: de doelman ondertekende een contract voor vier seizoenen bij de Belgische tweedeklasser Union Sint-Gillis Kristiansen werd bij Union echter nooit een onbetwistbare nummer één: de Noor begon het seizoen 2018/19 weliswaar als eerste doelman, maar na twee snel op elkaar volgende blessures verloor hij zijn plaats aan Adrien Saussez. Kristiansen nam wel deel aan twee verdienstelijke bekercampagnes van Union: in het seizoen 2018/19 (toen Union als tweedeklasser de halve finale haalde) stond hij in doel tijdens de heenwedstrijd van de halve finale tegen de uiteindelijke eindwinnaar KV Mechelen (0-0), en in het seizoen 2019/20 (toen Union als tweedeklasser de kwartfinale haalde) speelde hij drie wedstrijden en stopte hij in de achtste finale twee penalty's in de strafschoppenserie tegen KVC Westerlo.
Voor het seizoen 2020/21 trok Union met Anthony Moris een nieuwe eerste doelman aan, waarop hij in januari 2021 terugkeerde naar z'n ex-club Sarpsborg. Kristiansen kwam dat seizoen enkel in actie tijdens een bekerwedstrijd tegen KSK Heist (4-0-winst).

## Statistieken
| Seizoen         | Club              | Land               | Competitie      | Competitie | Competitie | Beker | Beker | Supercup | Supercup | Europees | Europees | Totaal | Totaal |
| Seizoen         | Club              | Land               | Competitie      | Wed.       | Dlp.       | Wed.  | Dlp.  | Wed.     | Dlp.     | Wed.     | Dlp.     | Wed.   | Dlp.   |
| --------------- | ----------------- | ------------------ | --------------- | ---------- | ---------- | ----- | ----- | -------- | -------- | -------- | -------- | ------ | ------ |
| 2008            | → Bryne FK        | Vlag van Noorwegen | 1. divisjon     | 2          | 0          | 0     | 0     | —        | —        | —        | —        | 2      | 0      |
| 2009            | Bryne FK          | Vlag van Noorwegen | 1. divisjon     | 2          | 0          | 0     | 0     | —        | —        | —        | —        | 2      | 0      |
| 2010            | Bryne FK          | Vlag van Noorwegen | 1. divisjon     | 14         | 0          | 0     | 0     | —        | —        | —        | —        | 14     | 0      |
| 2011            | Bryne FK          | Vlag van Noorwegen | 1. divisjon     | 29         | 0          | 0     | 0     | —        | —        | —        | —        | 29     | 0      |
| 2012            | Bryne FK          | Vlag van Noorwegen | 1. divisjon     | 30         | 0          | 2     | 0     | —        | —        | —        | —        | 32     | 0      |
| 2013            | Bryne FK          | Vlag van Noorwegen | 1. divisjon     | 30         | 0          | 4     | 0     | —        | —        | —        | —        | 34     | 0      |
| 2014            | Bryne FK          | Vlag van Noorwegen | 1. divisjon     | 30         | 0          | 2     | 0     | —        | —        | —        | —        | 32     | 0      |
| 2015            | Bryne FK          | Vlag van Noorwegen | 1. divisjon     | 28         | 0          | 3     | 0     | —        | —        | —        | —        | 31     | 0      |
| 2016            | Sarpsborg 08 FF   | Vlag van Noorwegen | Eliteserien     | 17         | 0          | 1     | 0     | —        | —        | —        | —        | 18     | 0      |
| 2017            | Sarpsborg 08 FF   | Vlag van Noorwegen | Eliteserien     | 30         | 0          | 2     | 0     | —        | —        | —        | —        | 32     | 0      |
| 2018            | Sarpsborg 08 FF   | Vlag van Noorwegen | Eliteserien     | 0          | 0          | 3     | 0     | —        | —        | —        | —        | 3      | 0      |
| 2018/19         | Union Sint-Gillis | Vlag van België    | Proximus League | 16         | 0          | 1     | 0     | —        | —        | —        | —        | 17     | 0      |
| 2019/20         | Union Sint-Gillis | Vlag van België    | Proximus League | 7          | 0          | 3     | 0     | —        | —        | —        | —        | 10     | 0      |
| 2020/21         | Union Sint-Gillis | Vlag van België    | Proximus League | 0          | 0          | 1     | 0     | —        | —        | —        | —        | 1      | 0      |
| 2021            | Sarpsborg 08 FF   | Vlag van Noorwegen | Eliteserien     | 3          | 0          | 0     | 0     | —        | —        | —        | —        | 3      | 0      |
| Carrière totaal | Carrière totaal   | Carrière totaal    | Carrière totaal | 238        | 0          | 22    | 0     | 0        | 0        | 0        | 0        | 260    | 0      |